# Zagato

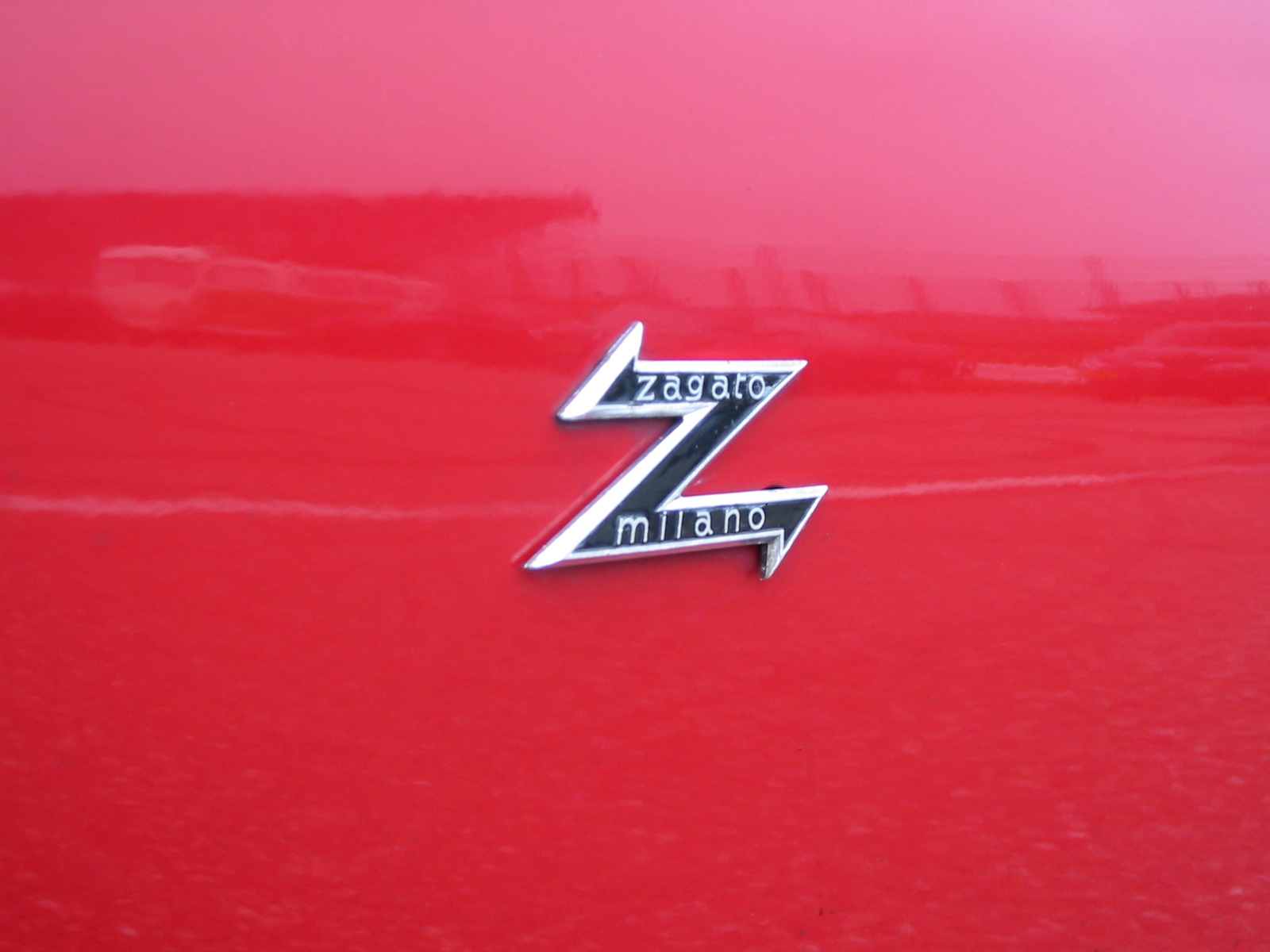
Emblème Zagato.

La société Zagato est une entreprise italienne spécialisée dans la conception et la réalisation de carrosseries automobiles dans tous les segments.

## Histoire
La société Zagato a été créée à Milan en 1919 par Ugo Zagato. Elle mit en œuvre des techniques aéronautiques que son fondateur connaissait bien pour avoir travaillé pendant la Première Guerre mondiale dans l'industrie aéronautique. Les automobiles carrossées par Zagato disposaient d'un design d'avant-garde, étaient légères et avaient un profil aérodynamique. Sortiront de ses ateliers plusieurs versions spéciales de modèles de grande série de quasiment tous les grands constructeurs mondiaux notamment Lancia, Maserati, Alfa Romeo ou Aston Martin.
La consécration dans le petit groupe des maîtres du design arrive avec les Alfa Romeo des années 1930, comme les Alfa Romeo 6C 1500 de 1929, l'Alfa Romeo 6C 1750 de 1932 et l'Alfa Romeo 8C 2300.
Au lendemain de la seconde guerre mondiale, son activité reprend avec une série baptisée « Panoramica » en 1946, conçue par Vieri Rapi, sur la base d'une étude pour l'Isotta Fraschini Monterosa (en). Les Panoramica, construites à partir d'une mécanique de Fiat 500 Topolino et Fiat 1100, mais aussi Ferrari 166 et Maserati A6 1500, étaient des berlinettes deux places disposant d'une très importante surface vitrée incluant le toit.
L'activité de la « Carrozzeria Zagato » connaîtra un boom dans les années 1950 et 1960, surtout avec l'essor des voitures GT - Grand Tourisme avec les modèles Maserati, Lancia, Aston Martin, Abarth, sans jamais oublier le véritable amour que vouait Zagato pour les modèles Alfa Romeo qui seront habillées avec des lignes filantes et aérodynamiques, caractéristique de toutes les carrosseries Zagato avec un toit à « doppia bolla » - double bulle.
Au cours des années 1970, avec la réduction des commandes des grands constructeurs automobiles, Zagato se tourna avec beaucoup de succès vers le design de produits industriels.

## Zagato de nos jours
Actuellement la société Zagato est dirigée par Andrea Zagato, petit-fils du fondateur. La société a son siège à Rho, dans la banlieue Ouest de Milan et dispose d'un site industriel de 23 000 mètres carrés, dont 11 000 d'ateliers couverts.
Le 25 septembre 2008, la société a annoncé la signature d'un accord avec la société indienne « Autoline Industries », important fabricant de composants pour les constructeurs comme Tata Motors. Une prise de participation très minoritaire n'est pas exclue. Autoline dispose de 10 usines de production en Inde et aux États-Unis et d'un centre de R&D composé de 300 personnes.
Récemment, Zagato a dessiné pour la société des transports en commun ATM Milan le tramway qui sera mis en service sur une nouvelle ligne. Zagato a été également chargé de dessiner les véhicules de l'Eurotram Bombardier Flexity Outlook. Zagato a aussi exposé au Salon de Genève 2007 un concept car la « Diatto OttoVù ».
En 2020, la marque collabore avec Iso Motors et réalise le très exclusif coupé Zagato IsoRivolta GTZ.

## Les carrosseries de voitures
Ci-dessous une petite liste des principales œuvres de la Carrozzeria Zagato depuis sa création :

### Années 1930

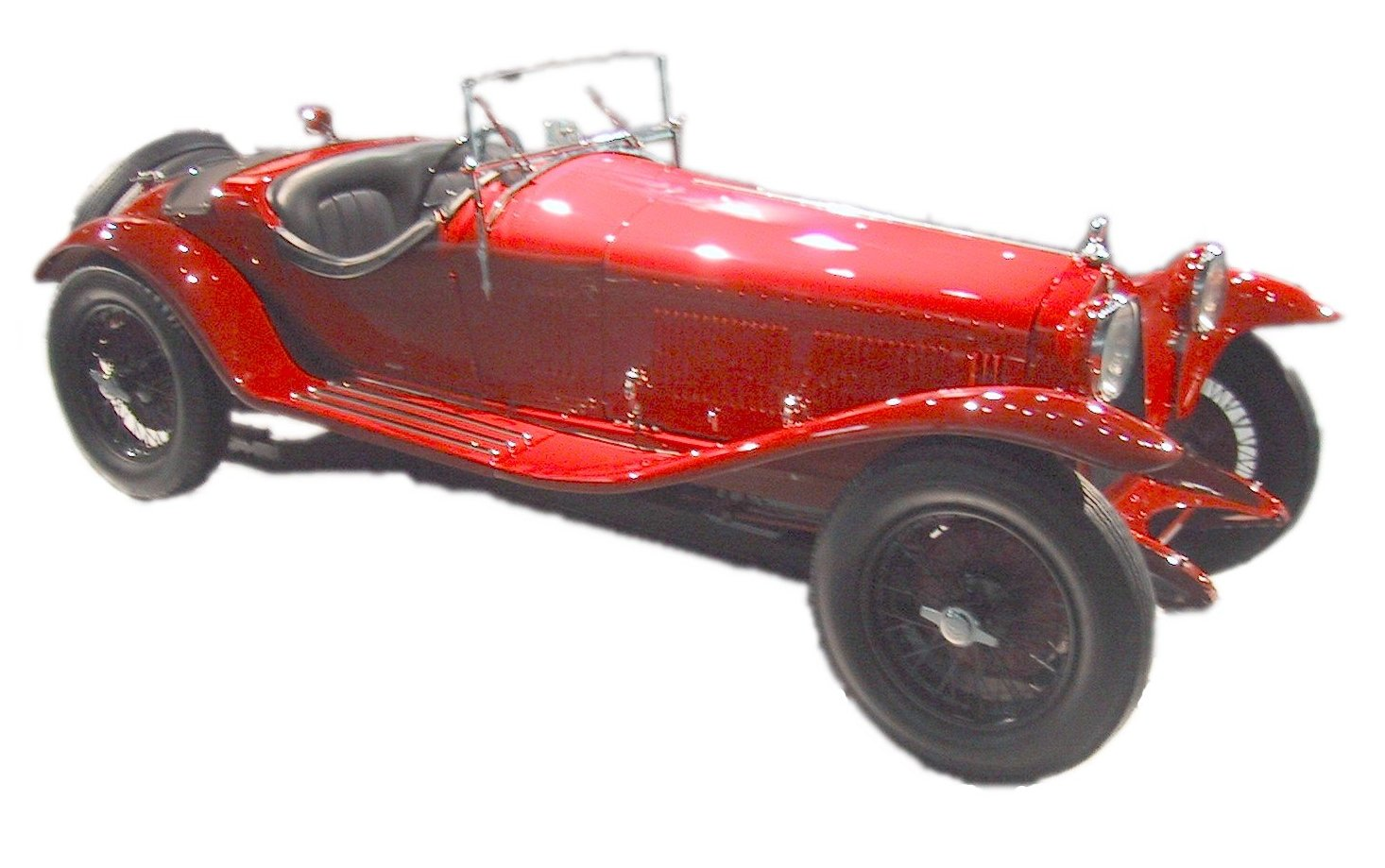
Alfa Romeo 6C 1500 Zagato de 1930.

- 1929 : Alfa Romeo 6C 1500
- 1932 : Alfa Romeo 6C 1750
- 1932 : Alfa Romeo 8C 2300
- 1937 : Alfa Romeo 8C 2900

### Années 1940-1950

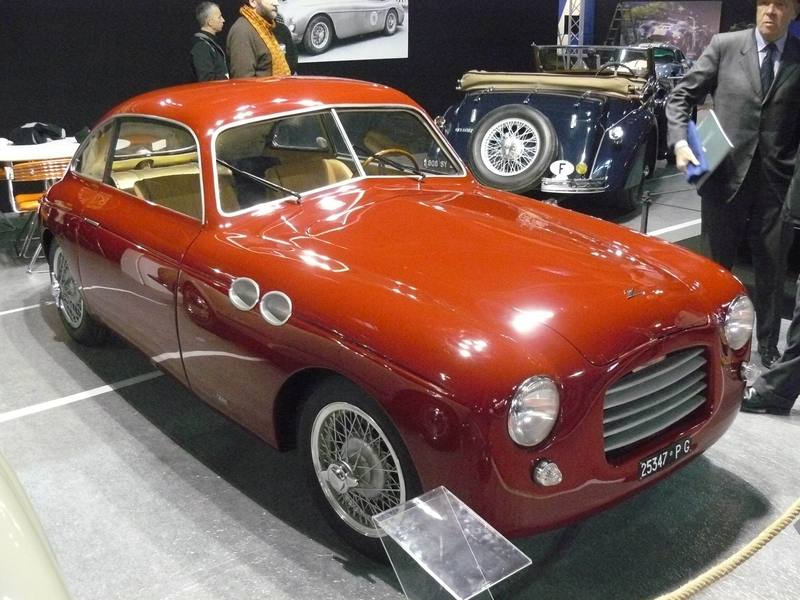
Fiat 1100 Zagato 1950

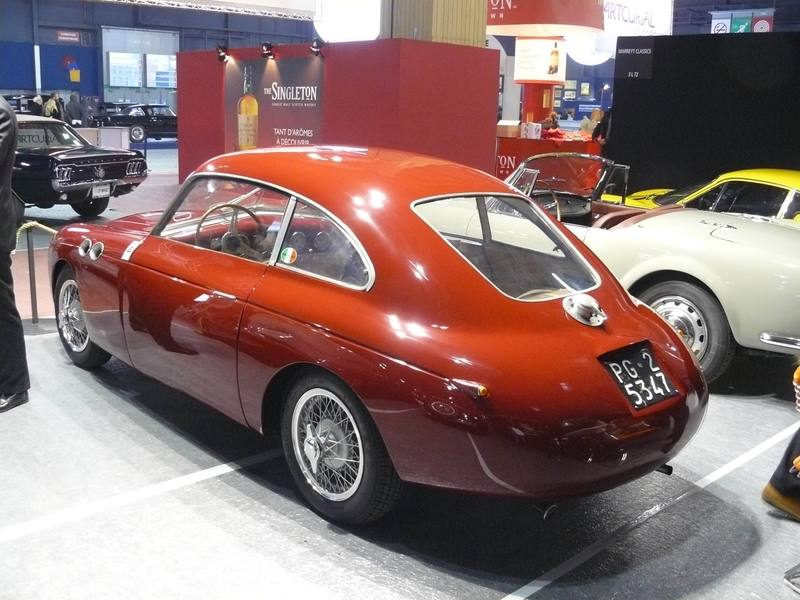
Fiat 1100 Zagato 1950

- 1949 : Maserati A6 1500 Panoramica
- 1953 : Fiat 1100-103
- 1953 : Fiat 8V
- 1954 : Alfa Romeo 1900 Super Sprint
- 1954 : Fiat 1100-103
- 1954 : Jaguar XK140 coupé
- 1954 : Moretti 750
- 1955 : Bandini GT 750
- 1955 : Lancia Aurelia B20 Zagato (it)
- 1955 : Maserati A6 G/54 2000 mod 1955
- 1956 : Abarth 750 Coupé
- 1956 : Lancia Appia « cammello » (it)
- 1956 : Maserati A6 G/54 2000 mod 1956
- 1957 : Alfa Romeo Giulietta SVZ
- 1957 : Fiat Siata 1250
- 1957 : Lancia Appia GT/GTS (it)
- 1958 : Lancia Appia GTE mod 1958/59 (it)
- 1958 : Lancia Flaminia Sport

### Années 1960
- 1960 : Alfa Romeo Giulietta SZ
- 1960 : Aston Martin DB4 GT
- 1960 : Bristol 406

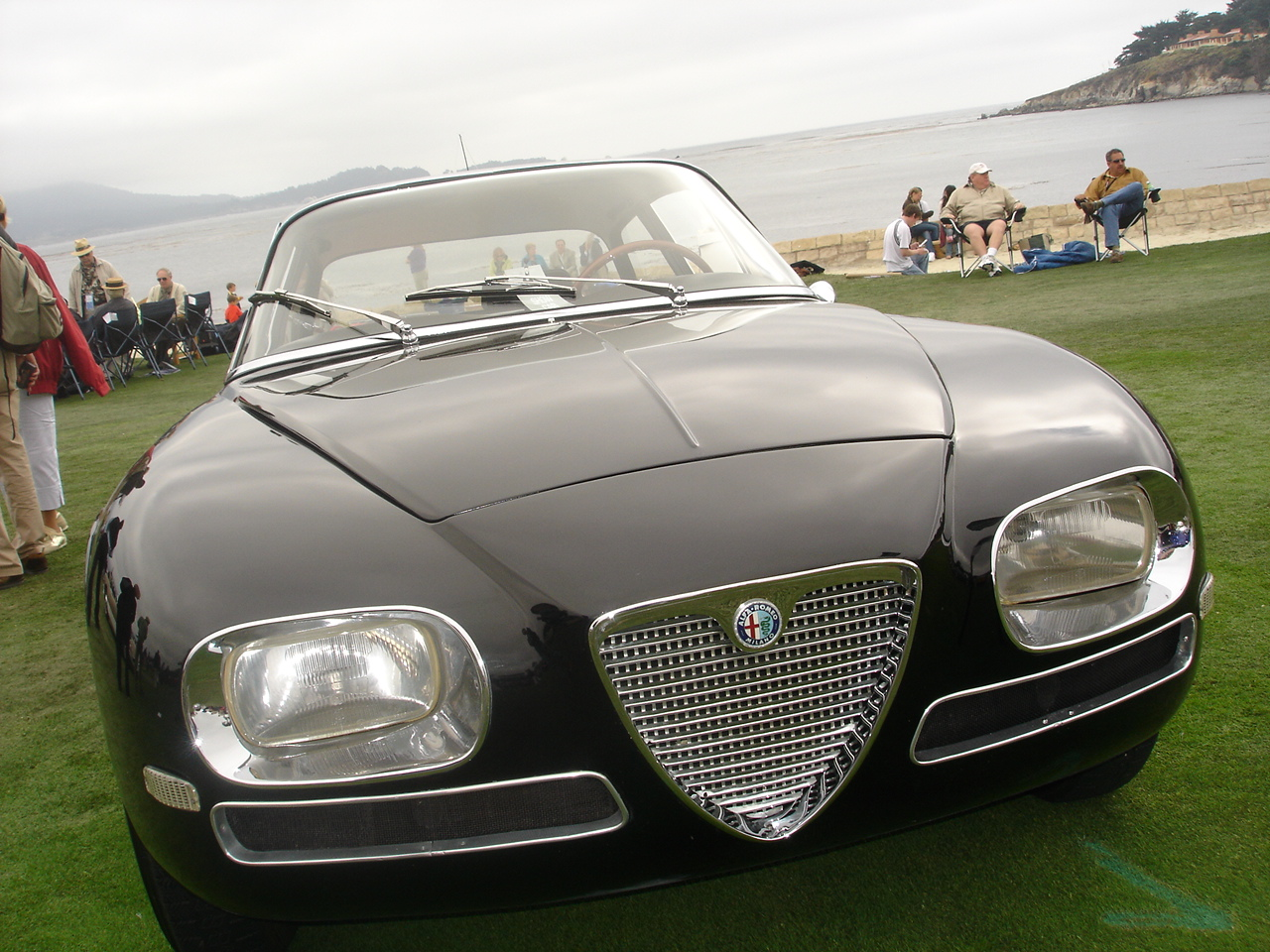
Alfa Romeo 2600 Sprint Zagato.

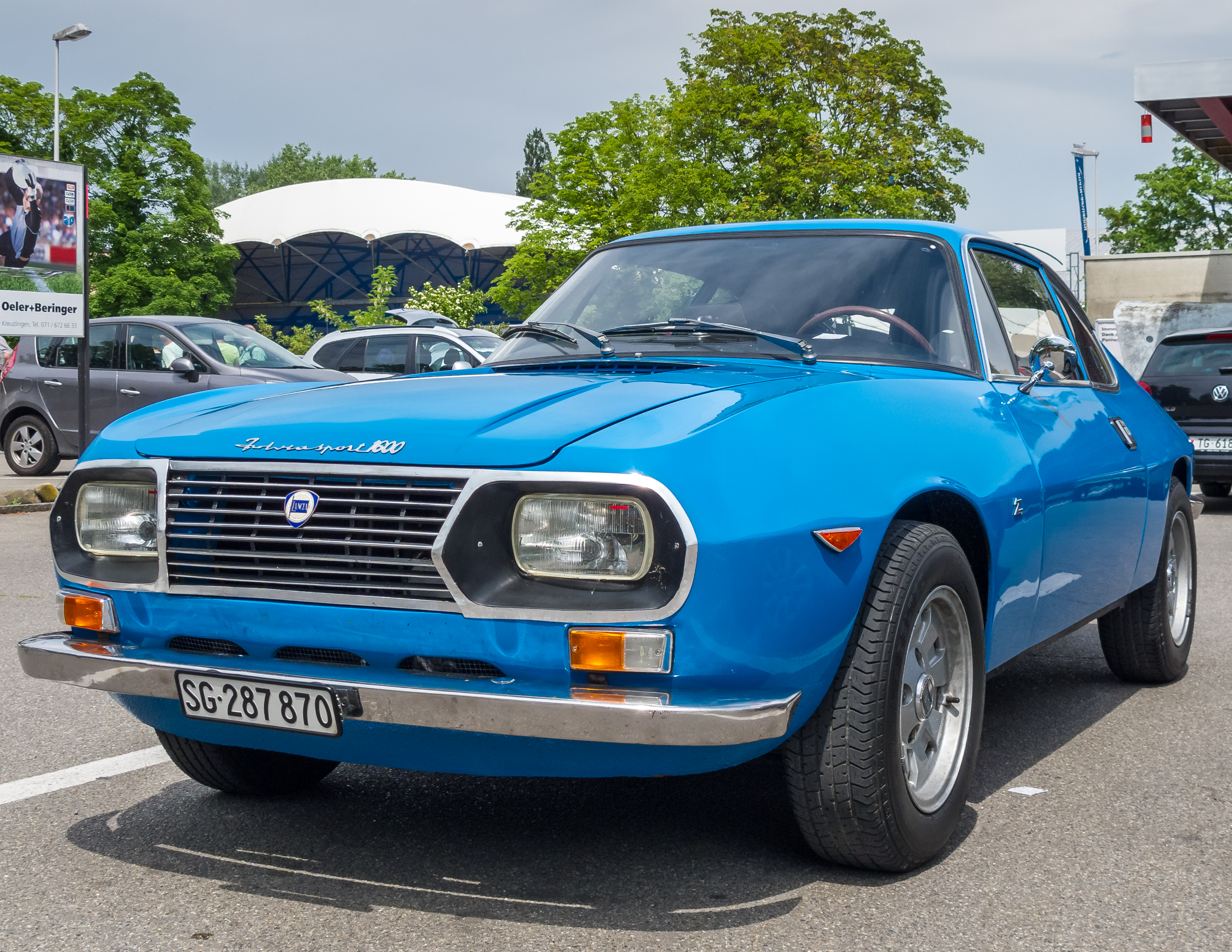
Lancia Fulvia Sport 1600 Zagato

- 1960 : Lancia Appia GTE mod 1960/61 (it)
- 1960 : Osca 1600 GT (sv)
- 1961 : Lancia Appia Sport (1961) (it)
- 1962 : Lancia Flavia Sport
- 1963 : Alfa Romeo Giulia TZ
- 1965 : Alfa Romeo Gran Sport Quattroruote
- 1965 : Alfa Romeo 2600 Sprint Zagato
- 1965 : Lamborghini 3500 GTZ
- 1966 : Lancia Fulvia Sport
- 1969 : Alfa Romeo GT Junior Zagato 1300

### Années 1970-1980
- 1973 : Alfa Romeo GT Junior Zagato 1600
- 1974 : Lancia Beta Spider
- 1985 : Maserati Biturbo Spider
- 1986 : Aston Martin V8
- 1988 : Aston Martin Vantage
- 1989 : Alfa Romeo SZ
- 1989 : Autech Stelvio Zagato AZ 1

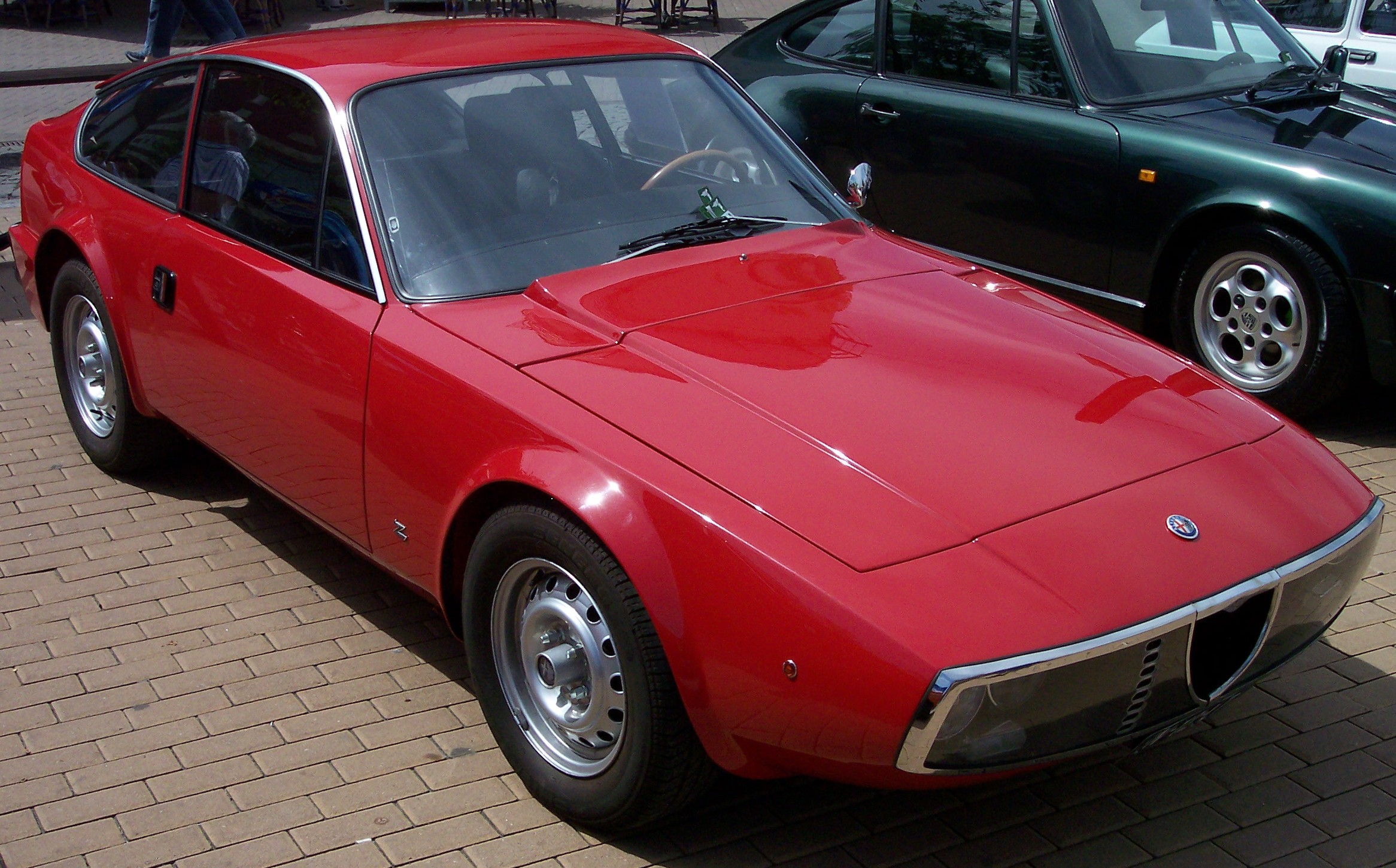
Una Alfa Romeo GT Junior 1600 Zagato.
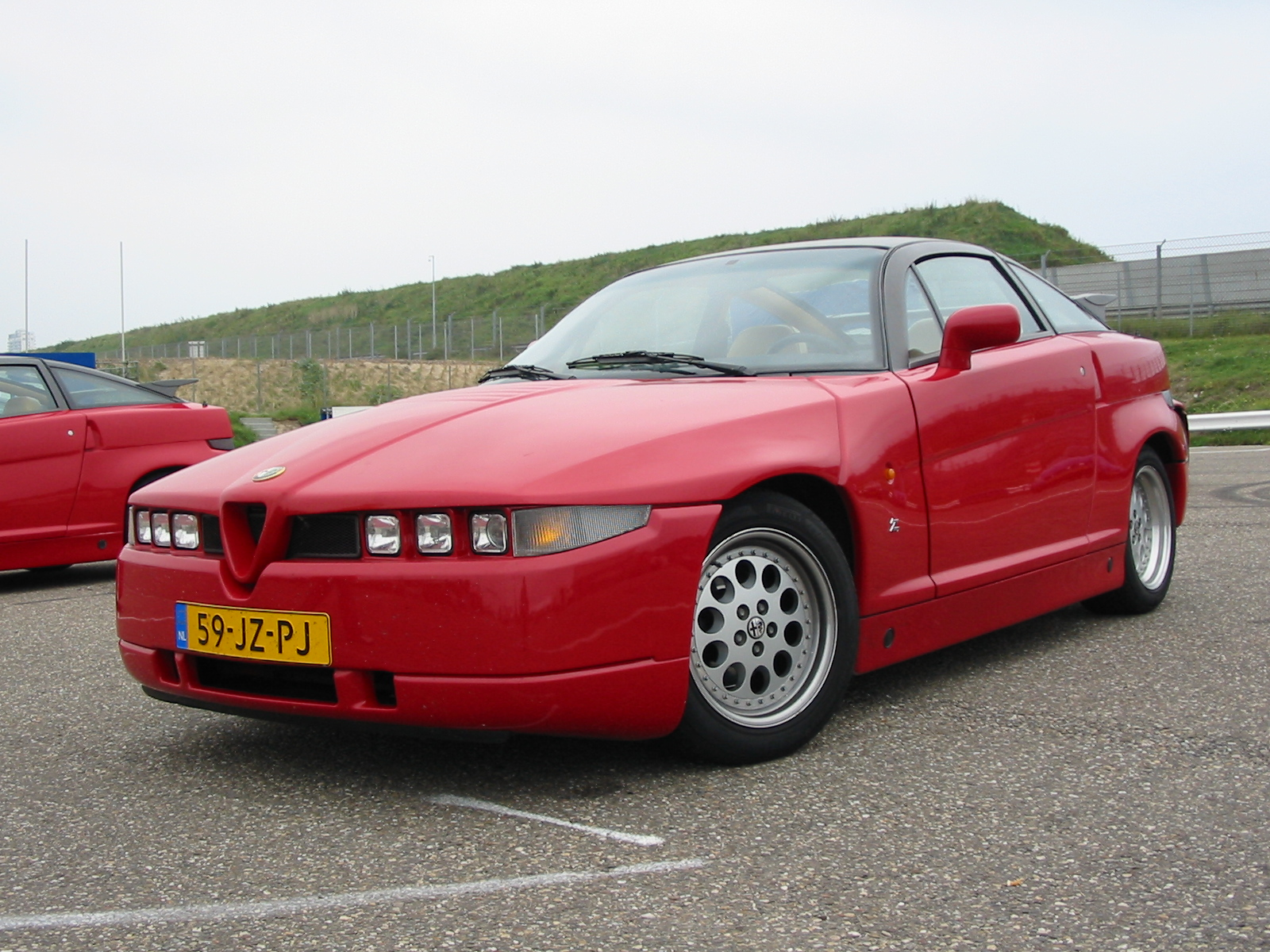
Una Alfa Romeo SZ.

### Années 1990
- 1992 : Alfa Romeo RZ
- 1992 : Lancia Hyena
- 1996 : Lamborghini Raptor
- 1997 : Lamborghini L147 SuperDiablo
- 1997 : Lamborghini LM003 Borneo

### Années 2000
- 2002 Aston Martin DB7 Zagato
- 2003 Aston Martin DB AR1
- 2004 Aston Martin Vanquish Roadster
- 2005 Lancia Ypsilon Sport
- 2007 Spyker C12 Zagato
- 2008 Bentley GTZ Zagato

### Années 2010
- 2011 : Aston Martin V12 Zagato

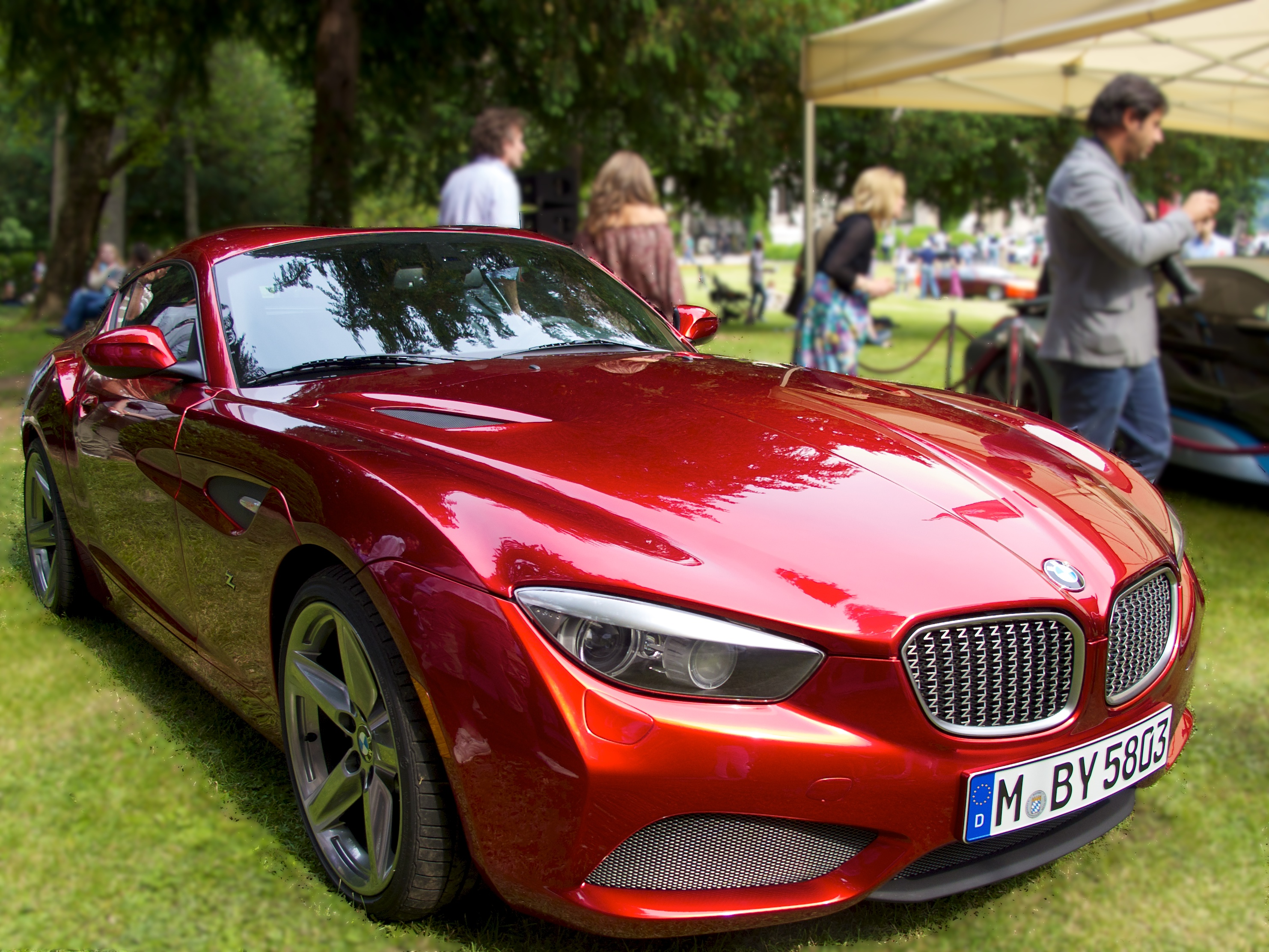
BMW Zagato coupé

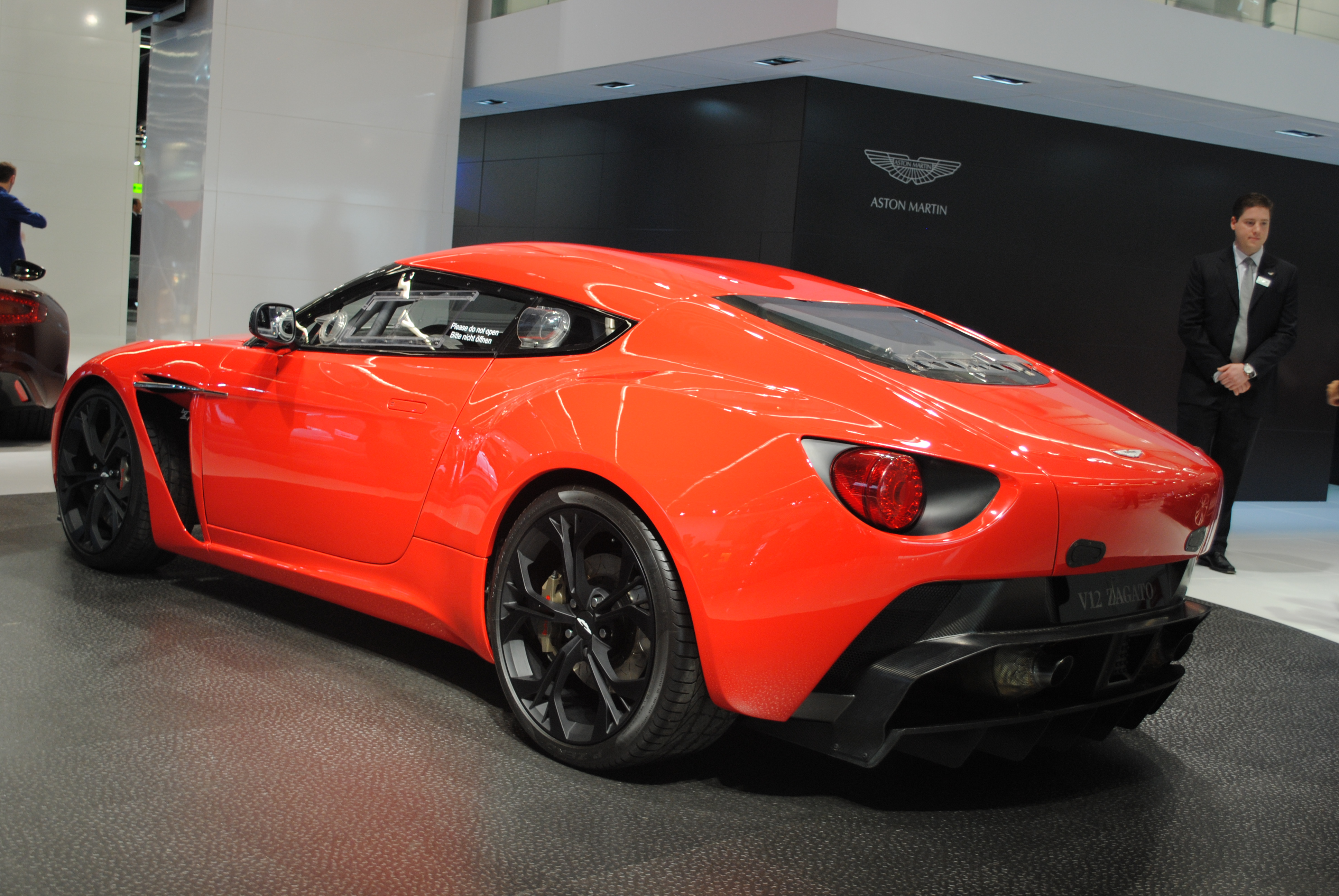
Aston Martin V12 Zagato.

- 2011 : Alfa Romeo TZ3 Stradale Zagato
- 2012 : Volpe
- 2012 : FIAT 500 Coupe
- 2012 : BMW Zagato Coupe
- 2013 : Aston Martin DBS Centennial
- 2013 : Aston Martin DB9 Spyder Centennial
- 2014 : Aston Martin Virage Zagato Shooting Brake
- 2014 : Lamborghini 5-95 Zagato
- 2015 : Zagato Mostro Maserati
- 2016 : Aston Martin Vanquish Zagato
- 2017 : Iso-Rivolta Vision Gran Turismo
- 2018 : Lamborghini L595
- 2019 : Aston Martin DB4 GT Zagato Continuation
- 2019 : Aston Martin DBS GT Zagato

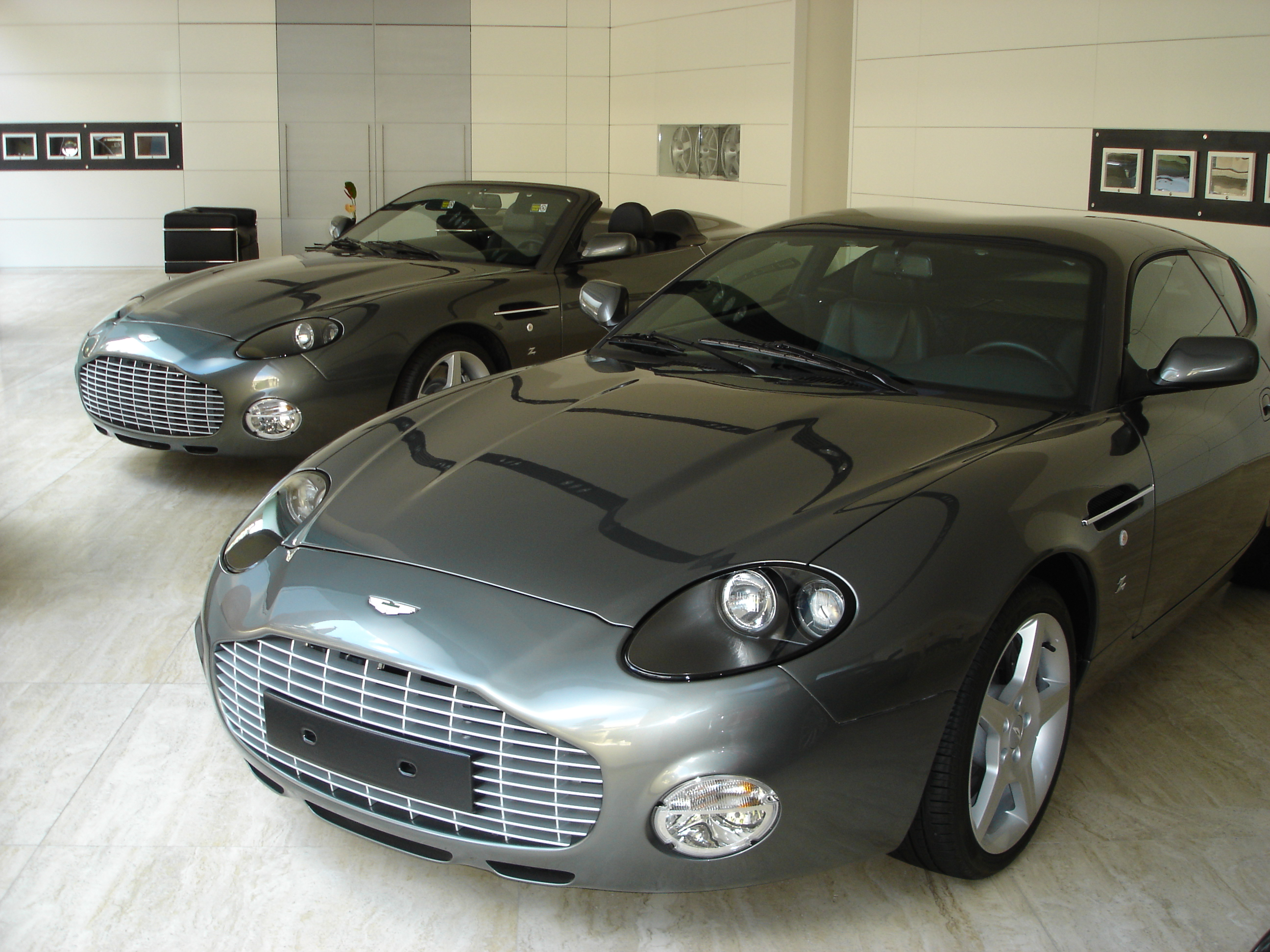
Aston Martin DB7 Zagato.
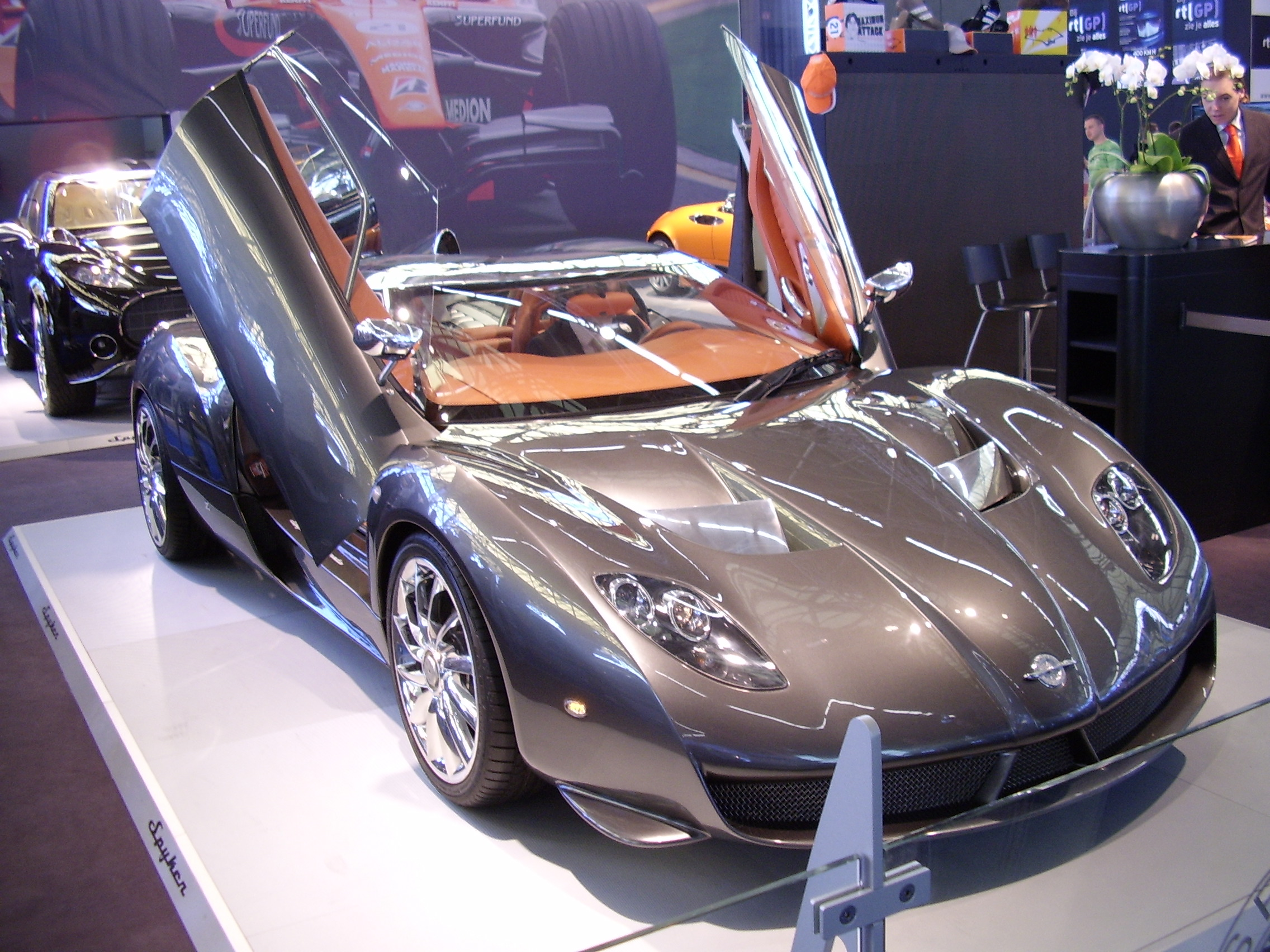
Spyker C12 Zagato.
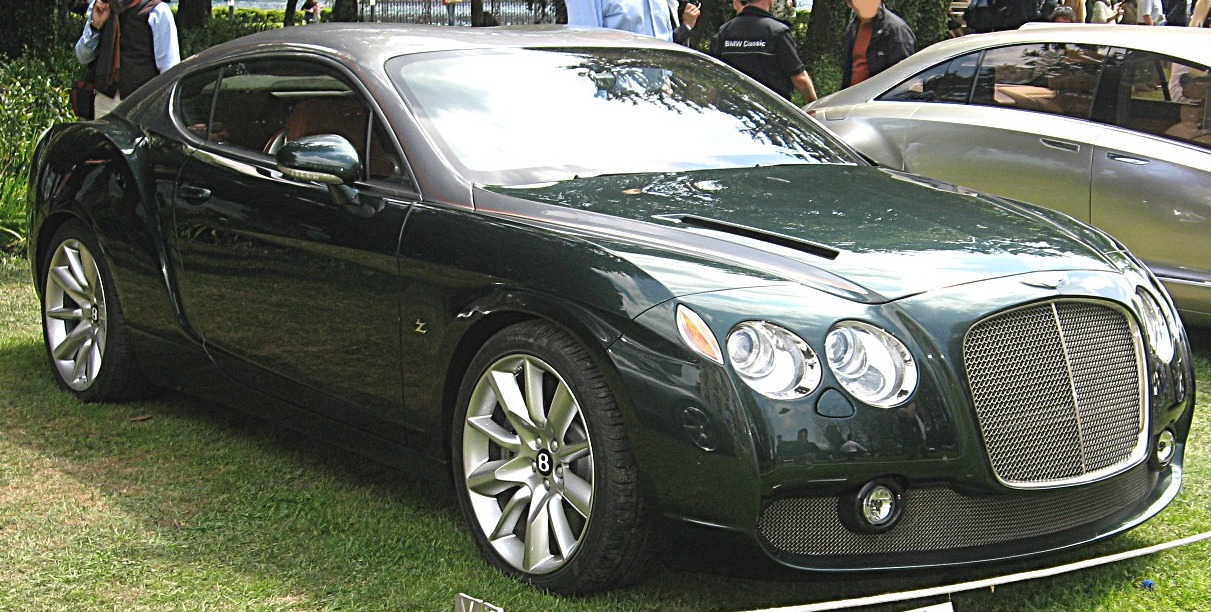
Bentley GTZ Zagato.

### Années 2020
- 2020 : Aston Martin DBS GT Zagato
- 2020 : Zagato IsoRivolta GTZ
- 2022 : Zagato Mostro Maserati Barchetta
- 2022 : Alfa Romeo Giulia SWB Zagato
- 2024 : Alpine AGTZ Twin Tail
- 2025 : Bovensiepen Zagato

## voir aussi